# Medalia Apărătorilor Independenței
Medalia Apărătorilor Independenței este o medalie comemorativă instituită de regele Carol I prin Înaltul Decret nr. 1422 din 5 iunie 1878 pentru a comemora participarea la Războiul de Independență a României.
Medalia a fost conferită tuturor militarilor mobilizați, indiferent de grad și indiferent dacă luaseră parte direct la lupte sau rămaseseră în garnizoană la nord de Dunăre, asigurând serviciile de pază, dar și civililor care au asigurat diferite servicii pentru armată (furnituri, transport) și medicilor civili care au îngrijit răniții și bolnavii pe câmpul de luptă sau în spitalele militare din spatele frontului.
Ulterior, medalia a fost conferită, prin Decretul Regal din 27 septembrie 1878, la aproximativ 5.000 de membri ai milițiilor orășenești care luptaseră alături de armată.

## Descriere
Medalia Apărătorilor Independenței, operă a gravorului E. Palot, este confecționată din bronz și are o formă rotundă cu diametrul de 30 mm și grosimea de 2 mm. Panglica medaliei este confecționată din moar de culoare albastră, cu câte trei dungi late de câte 2 mm la fiecare din capete, de culoare roșie, galbenă și iarăși roșie.
Panglica este atașată cu ajutorul unui inel din bronz cu grosimea de 2 mm și diametrul de 12 mm.

### Aversul medaliei
Pe aversul medaliei este reprezentată simbolic România sub forma unei femei sprijinindu-se cu mâna stângă de o sabie și care ține cu mâna dreaptă ridicată o cunună de lauri. Femeia pășește peste tunuri, drapele, puști și iatagane aruncate la picioarele sale. În spatele și în dreapta ei este reprezentată acvila română, iar în stânga ei, în picioare, se găsește un înger înaripat ținând cu ambele mâini un drapel încununat, desfășurat spre partea stângă a medaliei. În spatele acestui grup de personaje se observă în depărtare luciul Dunării. Semnătura gravorului, în arc de cerc, este vizibilă pe marginea aversului.

### Reversul medaliei

Monograma regelui Carol I.

Pe reversul medaliei este reprezentată monograma regelui Carol I, sub ea aflându-se inscripția:
Monograma și legenda sunt încadrate de o ramură de frunze de stejar (în dreapta) și de una din frunze de laur (în stânga), încrucișate în partea inferioară și unite printr-o fundă.

### Miniatura
Medalia Apărătorilor Independenței fiind o medalie de război, portul ei era strict reglementat fiind permis doar la manifestările cu caracter oficial. Ulterior, prin Înaltul Decret nr. 414 din 4 februarie 1910, s-a adăugat posibilitatea ca la manifestări fără caracter oficial civilii să poată purta o miniatură a medaliei la butoniera stângă.